# الاجدرة (طور الباحه)

تعديل مصدري - تعديل

الاجدرة هي إحدى قرى عزلة طور الباحــة بمديرية طور الباحة التابعة لمحافظة لحج، بلغ تعداد سكانها 59 نسمة حسب تعداد اليمن لعام 2004.